# Dichaetophora brunnea
Dichaetophora brunnea är en tvåvingeart som först beskrevs av Toyohi Okada 1984.  Dichaetophora brunnea ingår i släktet Dichaetophora och familjen daggflugor. Inga underarter finns listade i Catalogue of Life.